# Ministerio Público (Perú)

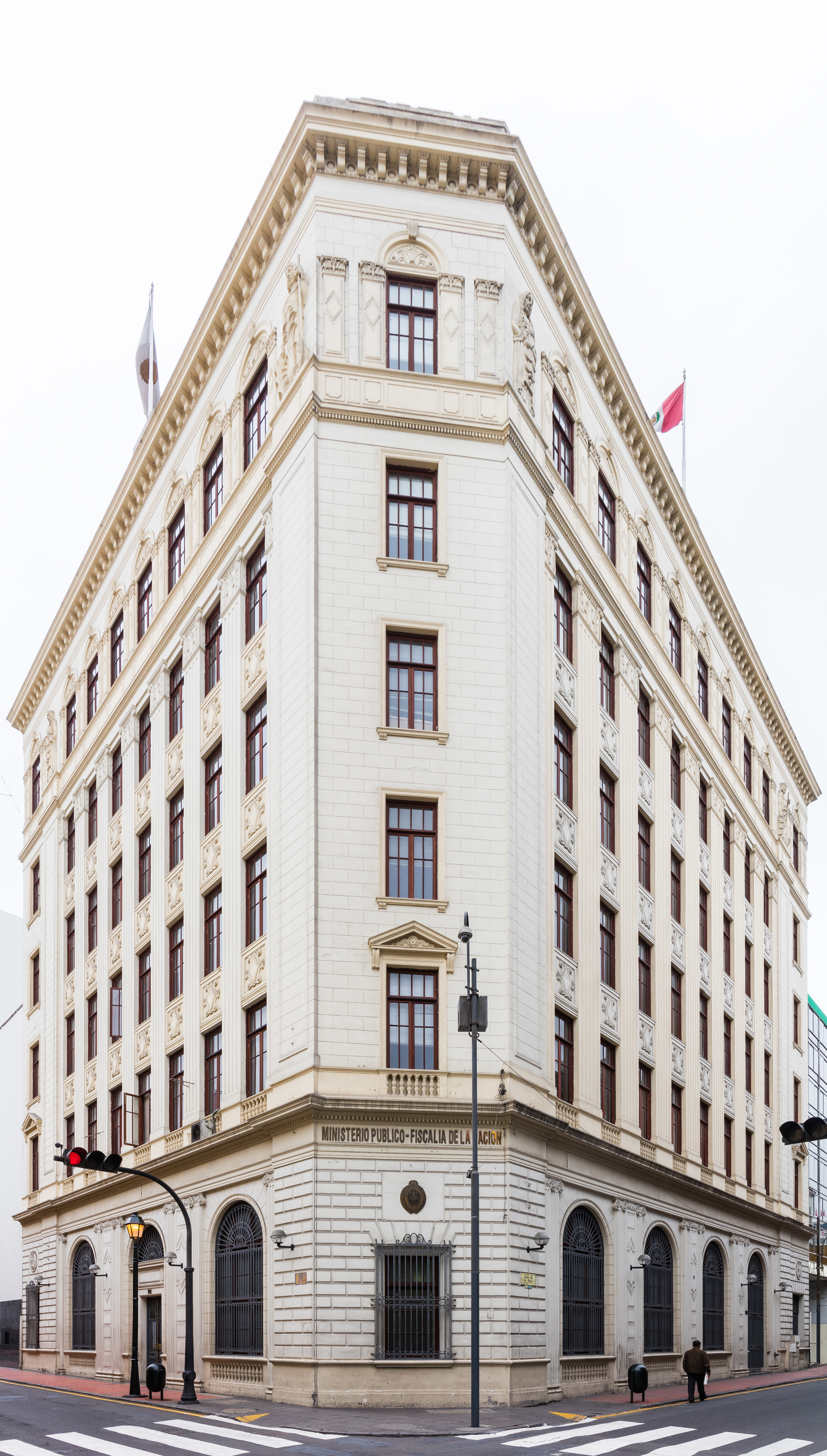
Sede en el jirón Lampa, Lima

El Ministerio Público, también llamado oficialmente Fiscalía del Perú, es el organismo constitucional autónomo del Estado peruano que tiene como funciones principales en velar la legalidad del país, además de investigar casos que atenten a los derechos ciudadanos y los intereses públicos, y fomentar iniciativas para solucionar los vacíos de la legislación. Tiene su rol representativo e independiente de defender a los afectados dentro del sistema jurídico nacional.
El Ministerio Público es dirigido por la fiscal de la nación, cargo que actualmente ocupa Delia Espinoza Valenzuela para el período 2024 - 2027, luego de la elección que se dio en la Junta de Fiscales Supremos el día viernes 18 de octubre de 2024. Siendo la dra. Espinoza elegida como la nueva Fiscal de la Nación.

## Historia
Existió un prototipo de Ministerio Público, por miembros del poder judicial, que se mantuvo durante la primera etapa de la época republicana. Desde la instalación de la Alta Cámara de Justicia y la creación de la Corte Suprema (1825) el Ministerio Público siempre estuvo al lado de los jueces. Sin embargo, los Reglamentos de Organización de los Tribunales no lo mencionaban como un organismo.
A medida que el Estado Peruano recibió mejoras en su estructura, la actividad del Ministerio Público no fue claramente regulada hasta la Constitución de 1979, según el entonces Fiscal Provincial Penal de Lima Alejandro Espino Méndez.

### Concepción de los fiscales
Con la documentación de la Constitución de 1823, en el capítulo pertinente al Poder Judicial (artículos 95 al 137), no se menciona explícitamente el nombre de Ministerio Público. Es más, solo su sucesor, la Constitución de 1826, solo regulaba la existencia de un fiscal a nivel de la Corte Suprema de Justicia.
En el Estatuto político de 1828 precisó que la Corte Suprema estaba constituida por 7 vocales y un fiscal; por lo que en las Cortes Superiores también deberían tener un fiscal. Además, hace mención a los agentes fiscales, un elemento importante en la competencia del sistema, a nivel de primera instancia.
La Constitución de 1834 continuó con la mención del fiscal de la Corte Suprema y los mismos requisitos se exigían tanto para ser vocal y fiscal. Igual hizo referencia a los fiscales de las Cortes Superiores y los agentes fiscales sin cambios relevantes.
En la Constitución de 1839, se establece las regulaciones a los Fiscales de la Corte Suprema, de la Corte Superior y Agentes Fiscales a nivel de los Juzgados de Primera Instancia; no obstante, no existe una precisión de atribuciones de los mismos.

En la Convención de 1855, se aprobó la Ley sobre organización del Ministerio Público, cuyas funciones los resumen el historiador Jorge Basadre:
"Aparte de la supervigilancia del Poder Judicial y, en especial (se refería al Fiscal de la Nación) sobre los Fiscales de las Cortes y Agentes Fiscales, le correspondía dictaminar en los asuntos y casos que le competían según la Ley de ministros; cuidar que todo funcionario público cumpliera la Constitución y las leyes; dar parte al Congreso sobre las infracciones de cualquier funcionario de la República, inspeccionar las oficinas del Estado y todo establecimiento público o corporación legal sin excepción alguna, dando parte de los abusos y de las transgresiones de las normas legales y reglamentarias; cautelar que las elecciones populares se verificaran con plena libertad y en los tiempos designados". 
Aparte de ello, durante mucho tiempo, al Ministerio Público fue principal defensor del Estado en juicios, parte de su rol fue movido a otros organismos futuros como la Defensoría del Pueblo.

### De Castilla a Leguía
En la Carta Magna de 1856, expedida durante el Gobierno de Ramón Castilla, se hizo referencia más clara a un Fiscal de la Nación, además de los Fiscales de las Corte Superiores y Agentes Fiscales a nivel de Juzgados de Primera Instancia. Pese a ello, no se precisaron competencias.
La Constitución de 1860 igualmente regula al Ministerio Público y se hace referencia a los Fiscales de la Corte Suprema, Cortes Superiores y Juzgados, así como su forma de nombramiento, sin precisar atribuciones.
Cabe señalar dentro de los lineamientos jurídico-políticos de la indicada Constitución de 1860, por primera vez y el año de 1863, se promulgaron y entraron en vigencia los Códigos Penal y el de Enjuiciamiento en Materia Penal. En este último ya se legisla y regula jurídicamente acerca del Ministerio Público. Los Fiscales son considerados como titulares de la acción penal conjuntamente con los agraviados.
La Constitución de 1869 fue efímera. Por ello, la Carta Magna de 1860 tuvo vigencia hasta 1920, año en que fuera aprobada la nueva Constitución Política por la Asamblea Nacional, durante el Gobierno de Augusto B. Leguía. En esta Carta Política se hizo referencia normativa a los Fiscales de la Corte Suprema, de las Cortes Superiores y a los Agentes Fiscales de los Juzgados de Primera Instancia, sin precisarse las competencias que debían llegar estos representantes.

### Sistema de procesos penales
El 2 de enero de 1930 también se promulgó el nuevo Código de Procedimientos en Materia Criminal (posiblemente antecesor del código penal). En su artículo 2 señaló claramente que el ejercicio de la acción penal era pública, que lo asume por el Ministerio Fiscal; su organización, constitución, competencias, prohibiciones; se encomendaba al Ministerio de Justicia el ejercicio del control sobre los integrantes del Ministerio Público, llamado en ese entonces como el Ministerio Fiscal.
El proceso penal se dividió en dos etapas: instrucción y juzgamiento, la primera a cargo del juez instructor y la segunda a cargo del Tribunal Correccional por el Jurado (bajo un sistema jurídico mixto).
La instrucción podía iniciarse de oficio por parte del Juez Instructor, por denuncia del Ministerio Fiscal o del agraviado. Es decir, el Ministerio Fiscal no tenía el monopolio en el ejercicio de la acción penal, teniendo participación en el desarrollo del procedimiento como parte y después dictaminando en el juicio oral y acusando.
La Constitución de 1933 dio la iniciativa de establecer Fiscales a nivel de Corte Suprema, de Cortes Superiores y Juzgados.

### Surgimiento de los procuradores
En 1936, durante la gestión del Presidente Óscar R. Benavides, se organizaron los Procuradores Generales de la República para la defensa de los intereses del Estado, por lo que los cargos de estos funcionarios son muy diferentes a los fiscales del Ministerio Público. Ello se formalizó con la Ley N.º 17537 del 25 de marzo de 1969 como antecesores de la Procuraduría General del Estado.
En ese contexto jurídico político, en 1940 entró en vigencia el Código de Procedimientos Penales, vigente a la fecha en los juzgados liquidadores de Procesos Penales del Código de Procedimiento Penal. Se establecieron como etapas del proceso penal: la instrucción y el juzgamiento; los Fiscales en todos sus niveles formaban parte del Poder Judicial. En las Leyes Orgánicas del Poder Judicial, de 1912 y 1963, el Ministerio Público fue regulado como institución autónoma, pero formando parte del Poder Judicial, con el nombre de Ministerio Público o Ministerio Fiscal.
El 28 de julio de 1979, el Ministerio Público termina su dependencia del Poder Judicial.

### Institución autónoma

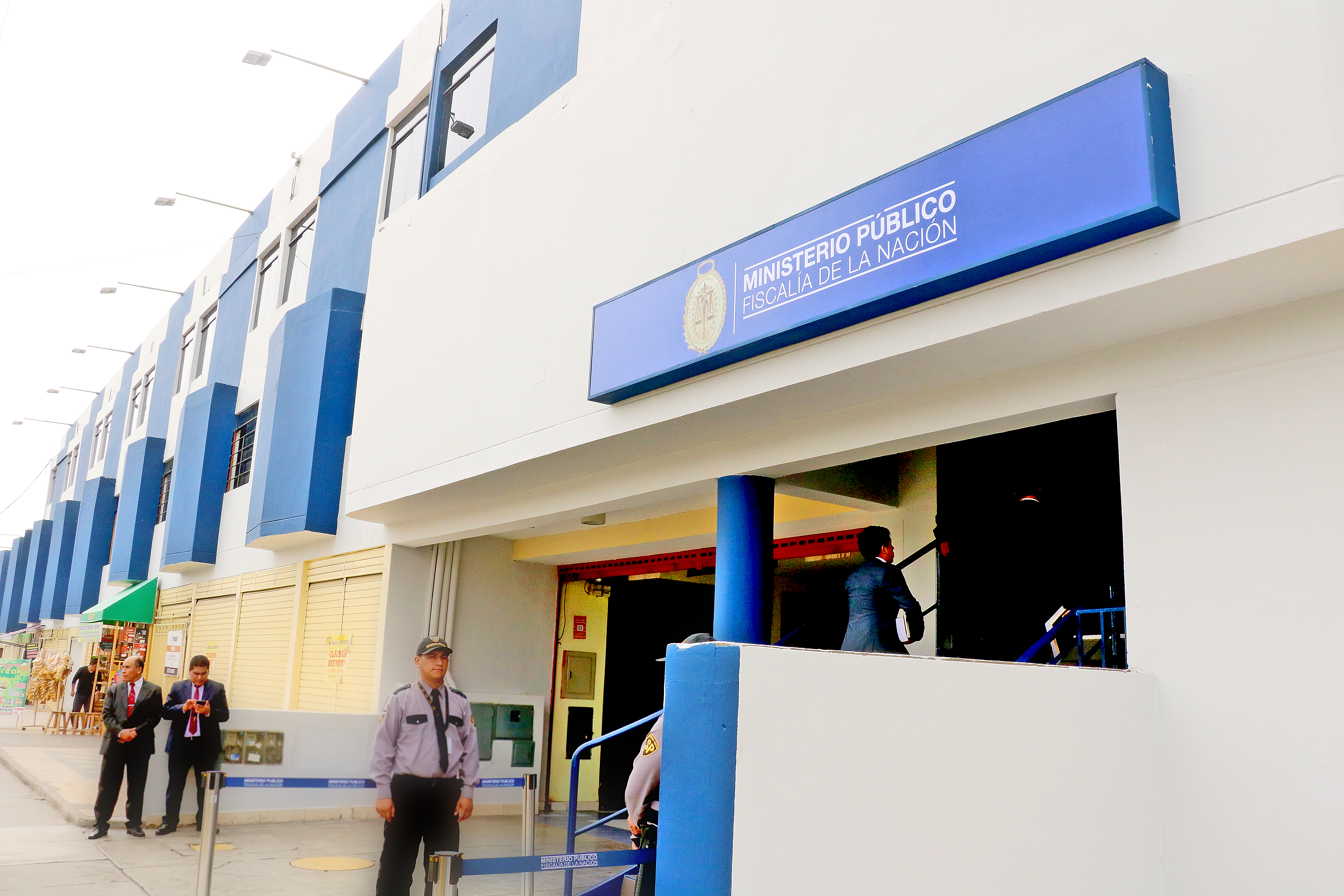
Una sede de la Fiscalía de la Nación en Lima Norte.

Al llegar a la mitad del año de 1979, el Ministerio Público consigue libertad completa en la toma de decisiones. La Constitución aprobada por la Asamblea Constituyente de 1978, le da una regulación en la Ley Suprema, atribuyéndole personería propia, con independencia, autonomía, organización, composición, funciones, atribuciones, prohibiciones; conforme a sus artículos 250 y 251 del Capítulo XI.
Después la institución fue desarrollada en su Ley Orgánica, mediante el Decreto Legislativo 052 del 19 de marzo de 1981, vigente, funcionando conforme a ella hasta la fecha, con las modificaciones propias de la Constitución Política de 1993 y suspensiones por las disposiciones legales que dispusieron su reorganización. Entre el 18 de junio de 1996 y el 6 de noviembre de 2000, día en que se promulgó la Ley Nro. 27367, se creó la Comisión Ejecutiva del Ministerio Público para la reestructuración como organismo autónomo.
La Constitución Política del Estado, vigente desde el 31 de diciembre de 1993, regula al Ministerio Público en sus artículos 158, 159 y 160; como el titular en el ejercicio público de la acción penal, habiéndose derogado los artículos pertinentes del Código de Procedimientos Penales de 1940.
En todo el Perú existen 34 Distritos Fiscales .
1. Amazonas
2. Áncash
3. Apurímac
4. Arequipa
5. Ayacucho
6. Cajamarca
7. Callao
8. Cañete
9. Cuzco
10. Huancavelica
11. Huánuco
12. Huaura
13. Ica
14. Junin
15. La Libertad
16. Lambayeque
17. Lima
18. Lima Este
19. Lima Norte
20. Lima Noroeste
21. Lima-Sur
22. Loreto
23. Madre de Dios
24. Moquegua
25. Pasco
26. Piura
27. Puno
28. San Martín
29. Santa
30. Sullana
31. Tacna
32. Tumbes
33. Ucayali
34. Selva Central